# Almagro
Almagro – gmina w Hiszpanii, w prowincji Ciudad Real, w Kastylii-La Mancha, o powierzchni 249,74 km². W 2011 roku gmina liczyła 9132 mieszkańców.

## Współpraca
- Trujillo, Hiszpania
- Guérande, Francja